# Keizoku 2: SPEC
Keizoku 2: SPEC (ケイゾク 2: SPEC) est un drama diffusé sur TBS. La saison a été diffusée en 2010 et suivie par un spécial SPEC: Shou en 2012, SPEC: Zero SP en 2013 et trois films SPEC: Heaven en 2012, SPEC: Close Incarnation et SPEC: Close Réincarnation en 2013.

## Synopsis
Le département de la police métropolitaine de Tokyo a créé un département spécial appelé Mishou (Unité des crimes non identifiés) pour résoudre les affaires sans preuves, témoins ou impliquant des organisations spéciales. Ces affaires sont au-delà du champ d'action de Keizoku (Première unité d'enquêtes criminelles non résolues).
Le chef de la division Mishou est Kotaro Nonomura (Raita Ryu). Il est âgé et personne ne le blâme même si ses réponses sont évasives. Le travail de Kotaro Nonomura est de s'occuper des deux policiers pleins de talent, qui sont transférés à Mishou pour mauvais comportement.
Saya Toma (Erika Toda) est une jeune femme avec un QI de 201. Avec son extraordinaire intelligence, elle a fait partie de la faculté du département de science à l'université de Kyoto sans même aller en cours. Saya Toma a aussi cherché dans les X-Files chez le FBI aux États-Unis. À cause de son génie, elle traite souvent ses supérieurs de manière condescendante. Malgré cela elle est aussi capable de se défendre lors de confrontations physiques. Elle fait partie de Mishou depuis un an. Quand elle est arrivée, elle s'est blessée au bras gauche et porte un bandage depuis cet incident.
Takeru Sebumi (Ryo Kase) est un excellent détective. Il a été choisi pour l'unité d'élite du département de police (SIT) et il est devenu capitaine malgré son jeune âge de 27 ans. Il est aussi très expérimenté en arts martiaux et utilisation d'armes à feu. À cause d'un incident avec un membre de son équipe, Takeru Sebumi est envoyé à Mishou. Il n'a pas confiance en Toma.
Saya Toma et Takeru Sebumi travaillent ensemble sur des affaires en cherchant le "SPEC" des criminels inconnus. Ils en déduisent ensuite la façon de les piéger,.

## Casting
- Erika Toda: Toma Saya
- Ryo Kase: Sebumi Takeru
- Saki Fukuda: Shimura Misuzu
- Yuu Shirota: Chii Satoshi
- Tetsushi Tanaka: Reizei Toshiaki
- Ryunosuke Kamiki: Ninomae Juichi
- Kippei Shiina: Tsuda Sukehiro
- Raita Ryu: Nonomura Kotaro
- Takeshi Ito: Shimura Yusaku
- Yuu Tokui: Kondo Akio
- Ken Yasuda: Unno Ryota
- Kohki Okada: Baba Kaoru
- Kazuyuki Matsuzawa: Shikaima Ayumu
- Ryuji Sainei: Inomada Souji
- Kasumi Arimura: Masaki Miyabi

## Récompenses
| 67e Television Drama Academy Awards                                       |
| Meilleure actrice pour Erika Toda                                         |
| Meilleur scénariste pour Nishiogi Yumie                                   |
| Meilleure direction pour Tsutsumi Yukihiko, Imai Natsuki, Kaneko Fuminori |